# Municipio de Watts
El municipio de Watts  (en inglés, Watts Township) es una subdivisión administrativa del condado de Perry, Pensilvania, Estados Unidos. Según el censo de 2020, tiene una población de 1231 habitantes.

## Geografía
Está ubicado en las coordenadas 40°27′33″N 76°59′38″O / 40.45917, -76.99389 (40.459208, -76.993864).

## Demografía
Según la Oficina del Censo, en 2000 los ingresos medios de los hogares eran de $44,583 y los ingresos medios de las familias eran de $52,250. Los hombres tenían unos ingresos medios de $33,365 frente a los $26,500 para las mujeres. La renta per cápita era de $18,981. Alrededor del 4.0% de la población estaba por debajo del umbral de pobreza.
De acuerdo con la estimación 2015-2019 de la Oficina del Censo, los ingresos medios de los hogares son de $83,173 y los ingresos medios de las familias son de $95,000. Alrededor del 5.3% de la población está por debajo del umbral de pobreza.

## Gobierno
El municipio está gobernado por una junta de tres supervisores encabezada por un presidente (chairman). Hay también un secretario-tesorero.